# Alice Lowe
Pour les articles homonymes, voir Lowe.
 (mai 2025).
La mise en forme du texte ne suit pas les recommandations de Wikipédia : il faut le « wikifier ».
Les points d'amélioration suivants sont les cas les plus fréquents. Le détail des points à revoir est peut-être précisé sur la page de discussion.
- Les titres sont pré-formatés par le logiciel. Ils ne sont ni en capitales, ni en gras.
- Le texte ne doit pas être écrit en capitales (les noms de famille non plus), ni en gras, ni en italique, ni en « petit »…
- Le gras n'est utilisé que pour surligner le titre de l'article dans l'introduction, une seule fois.
- L'italique est rarement utilisé : mots en langue étrangère, titres d'œuvres, noms de bateaux, etc.
- Les citations ne sont pas en italique mais en corps de texte normal. Elles sont entourées par des guillemets français : « et ».
- Les listes à puces sont à éviter, des paragraphes rédigés étant largement préférés. Les tableaux sont à réserver à la présentation de données structurées (résultats, etc.).
- Les appels de note de bas de page (petits chiffres en exposant, introduits par l'outil «  Source ») sont à placer entre la fin de phrase et le point final[comme ça].
- Les liens internes (vers d'autres articles de Wikipédia) sont à choisir avec parcimonie. Créez des liens vers des articles approfondissant le sujet. Les termes génériques sans rapport avec le sujet sont à éviter, ainsi que les répétitions de liens vers un même terme.
- Les liens externes sont à placer uniquement dans une section « Liens externes », à la fin de l'article. Ces liens sont à choisir avec parcimonie suivant les règles définies. Si un lien sert de source à l'article, son insertion dans le texte est à faire par les notes de bas de page.
- La présentation des références doit suivre les conventions bibliographiques. Il est recommandé d'utiliser les modèles {{Ouvrage}}, {{Chapitre}}, {{Article}}, {{Lien web}} et/ou {{Bibliographie}}. Le mode d'édition visuel peut mettre en forme automatiquement les références.
- Insérer une infobox (cadre d'informations à droite) n'est pas obligatoire pour parachever la mise en page.

Pour une aide détaillée, merci de consulter Aide:Wikification.
Si vous pensez que ces points ont été résolus, vous pouvez retirer ce bandeau et améliorer la mise en forme d'un autre article.
Alice Eva Lowe, née le 3 avril 1977 à Coventry, en Angleterre, est une actrice, scénariste, réalisatrice et comédienne britannique. Elle est principalement connue pour ses rôles dans les séries Garth Marenghi's Darkplace, Black Mirror: Bandersnatch et le film Sightseers (Touristes en français), qu'elle a également coécrit. En 2016, elle écrit, réalise et interprète Prevenge, un film d’horreur satirique salué par la critique. Elle renouvelle l'expérience en 2024 avec Timestalker, qu’elle écrit, réalise et interprète également.

## Biographie
Alice Lowe est née à Coventry, dans les Midlands de l'Ouest, en Angleterre. Elle a fréquenté la Kenilworth School, puis a étudié les lettres classiques au King's College de l'université de Cambridge (Cambridge), d'où elle est diplômée.

## Carrière
Lowe a commencé sa carrière dans des spectacles de théâtre expérimental surréaliste, notamment City Haunts, Snowbound et Progress in Flying Machines, qu’elle a co-conçus et joués avec des collègues tels que Robert Webb et David Mitchell.
Au début des années 2000, Lowe a joué dans les spectacles Garth Marenghi’s Fright Knight et Garth Marenghi’s Netherhead, aux côté de Richard Ayoade et Matt Holness. Le premier spectacle a été nommé au  Edinburgh Festival Fringe en 2000 et elle a remporté un prix pour son interprétation dans le second. Elle a ensuite joué dans la série parodique d'horreur Garth Marenghi's Darkplace.
Elle a par la suite joué dans plusieurs productions télévisées britanniques comme les séries comiques de la BBC My Life in Film et Snuff Box, de la CBBC Horrible Histories. Elle apparaît de façon récurrente dans Annually Retentive, l’émission satirique de Rob Brydon. Elle fait partie de la distribution de Beehive, une émission de sketchs comiques entièrement féminine diffusée sur E4. Lowe a également fait de très nombreuses apparitions dans en tant qu’invitée dans plusieurs séries britanniques, comme dans The Mighty Boosh, The IT Crowd et dans Star Stories, où elle interprète Madonna.
Lowe a coécrit et joué dans le court-métrage Stiffy, réalisé par Jacqueline Wright, qui a été présenté en première au Festival de Cannes en 2005 dans le cadre de la compétition Kodak Straight 8. En 2007, elle réalise et écrit son propre court-métrage, Sticks and Balls, qui a également été projeté à Cannes. En 2009, en plus de son rôle d'interprète, elle assure la co-écriture du pilote LifeSpam: My Child Is French, diffusé sur BBC Three, et d'Orcadia (Channel 4). En 2010, elle apparaît en 2010 dans le pilote de Missing Scene, un projet de sketchs dont elle assure également l’édition des scripts, et fonde avec Jacqueline Wright la société de production Jackal Films, et tous deux réalisent un court-métrage chaque mois au cours de cette année-là. Sur BBC Radio 4, elle a écrit trois saisons d'Alice's Wunderland, une comédie sombre et surréaliste.
Lowe apparaît dans le film d’action comique Hot Fuzz de 2007. En 2012, elle co-écrit et tient un des rôles principaux dans Touristes (Sightseers en anglais), le troisième long-métrage du réalisateur Ben Wheatley. Sightseers a été largement salué par la critique pour son humour noir et sa critique sociale. Elle joue également dans Le Dernier Pub avant la fin du monde, un film réalisé par Edgar Wright, aux côtés de Simon Pegg et Nick Frost.
En 2016, elle a fait ses débuts de réalisatrice dans la comédie noire Prevenge, où elle interpète le rôle principal, une veuve enceinte convaincue que son foetus la pousse à commettre des meurtres pour venger la mort de son mari. Elle est enceinte pendant le tournage et donne naissance à sa fille, Della, qui interprète le bébé dans le film, à seulement 10 jours,. Le film est acclamé par la critique.
En 2018, Lowe est apparu dans le rôle du Dr Haynes dans le premier film interactif destiné aux adultes de Netflix, Black Mirror: Bandersnatch.
En 2024, elle sort son deuxième long métrage, Timestalker, est sorti en octobre 2024. Il s'agit d'une comédie romantique fantastique, où elle interprète le personnage principal, celui d'une femme qui se réincarne à travers les siècles après des morts horribles provoquées par un amour non-réciproque.

## Filmographie

### Cinéma
- Hot Fuzz d'Edgar Wright (2007) : Tina
- Kill List de Ben Wheatley (2011) : la reporter radio
- Touristes de Ben Wheatley (2012) : Tina
- Le Dernier Pub avant la fin du monde d'Edgar Wright (2013) : la jeune femme
- Locke de Steven Knight (2014) : Soeur Margaret (voix)
- Paddington de Paul King (2014) : la réceptionniste du géographe
- Électricité de Bryn Higgins (2014) : Sylvia
- Aaaaaaaah! de Steve Oram (2015) : Sitcom Eudora
- Burn Burn Burn de Chanya Button (2015) : Davina
- Black Mountain Poets de Jamie Adams (2015) : Lisa Walker
- Adult Life Skills de Rachel Runnard (2016) : Alice
- Prevenge d'Alice Lowe (2016) : Ruth
- Chubby Funny d'Harry Mitchell (2016) : Susan
- The Ghoul de Gareth Tunley (2016) : Kathleen
- Solis de Carl Strathie (2018) : le commandant Roberts (voix)
- Sometimes Always Never de Carl Hunter (2018) : Sue
- The Fight de Jessica Hynes (2018) : Heather
- Black Mirror: Bandersnatch de David Slade (2018) : Dr. Haynes
- Eternal Beauty de Craig Roberts (2019) : Alice
- Dark Encounter de Carl Strathie (2019) : Arlene
- Days of the Bagnold Summer de Simon Bird (2019) : Carol
- Timestalker d'Alice Lowe (2024) : Agnes
- Rogue Trooper de Duncan Jones (2025)